# Wes Moore

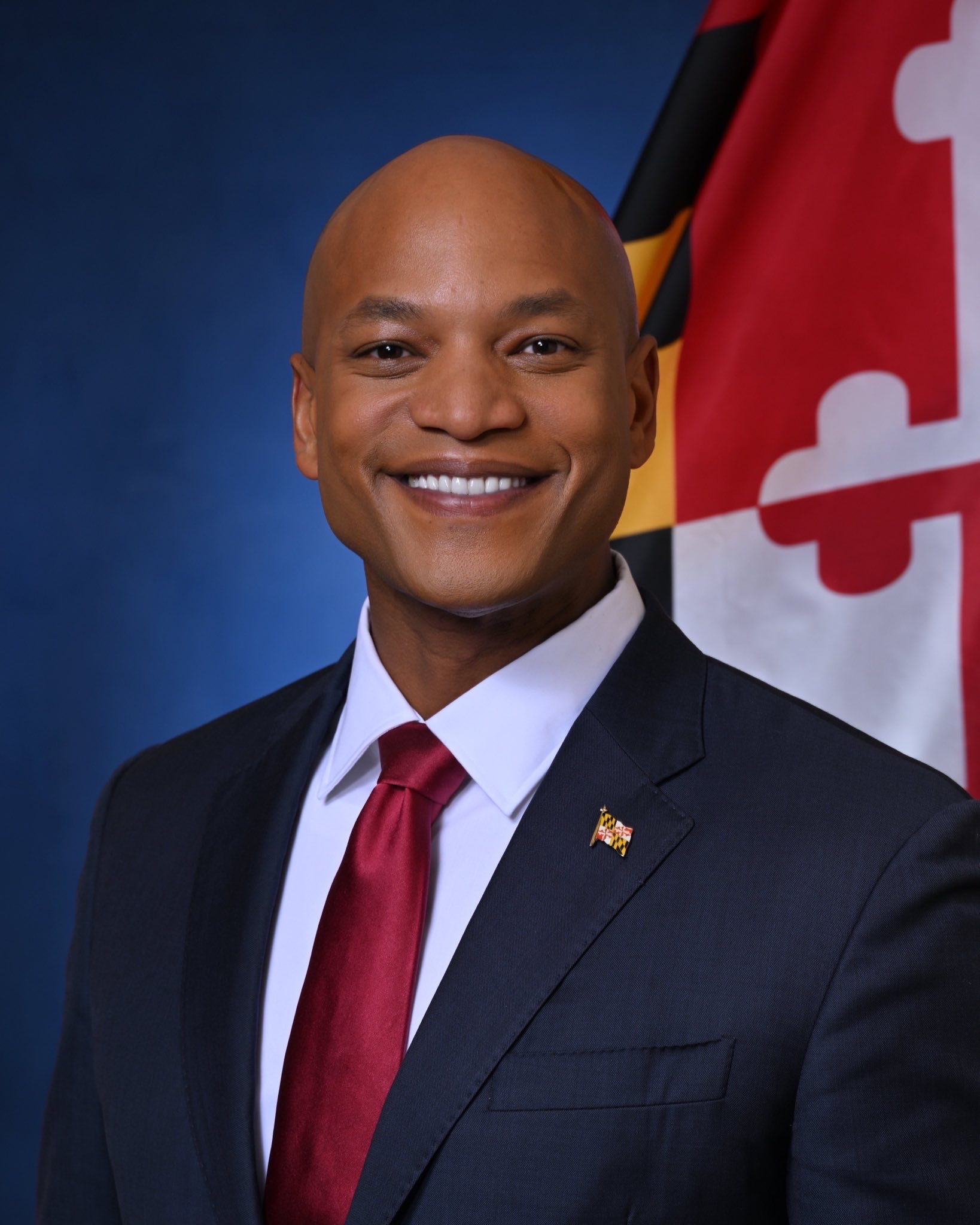
Wes Moore (2023)

Westley Watende Omari „Wes“ Moore (* 15. Oktober 1978 in Takoma Park, Maryland) ist ein US-amerikanischer Investmentbanker, Autor, Fernsehproduzent und Politiker der Demokratischen Partei. Er bekleidet seit dem 18. Januar 2023 das Amt des Gouverneurs des Bundesstaats Maryland.

## Leben
Moore wurde in Maryland geboren und wuchs größtenteils in New York auf. Er absolvierte die Johns Hopkins University und erhielt einen Master-Abschluss vom Wolfson College in Oxford. Nach mehreren Jahren in der U.S. Army und Army Reserve wurde Moore Investmentbanker in New York. Zwischen 2010 und 2015 veröffentlichte Moore fünf Bücher, darunter einen Jugendroman. Moore war von 2017 bis 2021 CEO der Robin Hood Foundation. Er war außerdem als Moderator von Beyond Belief im Oprah Winfrey Network sowie ausführender Produzent von Coming Back with Wes Moore auf PBS tätig.
Gegen mehrere parteiinterne Konkurrenten setzte Moore sich 2022 bei den demokratischen Vorwahlen um das Amt des Gouverneurs von Maryland durch. Damit wurde er zum Kandidaten der Partei für die anstehende Gouverneurswahl nominiert. Bei dieser besiegte er den politisch rechts-außen stehenden Republikaner Daniel Cox mit 60 % zu 37 % deutlich und wurde damit zum neuen Gouverneur gewählt. Im Wahlkampf wurde er von US-Präsident Joe Biden aktiv unterstützt. Er hat das Amt am 18. Januar 2023 übernommen und die Nachfolge des Republikaners Larry Hogan angetreten. Dieser war nach zwei Amtszeiten von einer weiteren Bewerbung ausgeschlossen. Moore ist der erste Afroamerikaner auf diesem Posten. Bei Amtsbeginn ist er zudem der einzige amtierende afroamerikanische US-Gouverneur.
Wes Moore ist verheiratet und hat mit seiner Frau Dawn Moore zwei Kinder.